# Bruzdobrzuchy
Bruzdobrzuchy (Solenogastres), bruzdonogi (Neomeniomorpha) – podgromada bezpłytkowców (Aplacophora). Są to wydłużone, robakowatego kształtu mięczaki morskie o ciele obłym, z podłużną bruzdą na stronie brzusznej i słabo wyodrębnioną, szczątkową głową. Ciało dwubocznie symetryczne, zwykle od 3 do 30 mm długości. Brak muszli, a płaszcz wytwarza pokrywający całe ciało oskórek, w którym tkwią drobne igiełki wapienne (spikule). W gardzieli mają tarkę, a jelito środkowe ma seryjnie rozmieszczone wyrostki. Oddychają całą powierzchnią ciała, nie posiadają ktenidiów. Są obojnakami o parzystym gruczole płciowym. Rozmnażanie i rozwój jest słabo poznane.
Są to organizmy żyjące w morzach, ryjące w dnie i polujące na drobne zwierzęta zamieszkujące osad.

## Budowa ciała
Ciało – o długości od 0,8 mm do 30 cm – jest silnie wydłużone i obłe. Wzdłuż jego brzusznej strony ciągnie się wąska rynienka, łącząca się przy końcu ciała z komorą płaszczową, nazywaną  też komorą odbytową, bo do niej uchodzi przewód pokarmowy i przewody gruczołów płciowych. Komora ta jest przesunięta na brzuszną stronę ciała. U niektórych gatunków rynienka nie dochodzi do komory płaszczowej. Rynienka i komora płaszczowa są u bruzdonogów jedynymi pozostałościami jamy płaszczowej, która uległa uwstecznieniu. Za otworem gębowym rynienka brzuszna rozszerza się, tworząc wysłane rzęskami zagłębienie. Nad otworem gębowym leży przedsionkowy narząd zmysłowy. Środkiem dna rynienki ciągnie się listewkowaty fałd. Jest on pozostałością nogi. U niektórych nawet ten fałd ulega zanikowi. Rynienka, która jest orzęsiona, zwłaszcza po bokach listewki nożnej, tworzy za otworem gębowym orzęsione zagłębienie. U niektórych przebiega wzdłuż grzbietu  krawędź, niekiedy karbowana. Na grzbietowej stronie, przed końcem ciała, obecny jest w zagłębieniu narząd grzbietowy. Całe ciało oprócz listewki nożnej jest pokryte oskórkiem wydzielanym przez płaszcz. Dwie warstwy mięśni płaszczą są z oskórkiem silnie zespolone, przez długie złożone z kilku komórek brodawki nabłonkowe, które wnikają do oskórka. Inne brodawki nabłonka wytwarzają wapienne igiełki. Umięśnienie ciała tych mięczaków jest słabo rozwinięte, a niekiedy zredukowane. Do rynienki brzusznej uchodzą liczne gruczoły. Tylne z nich wydzielają śluz ułatwiający poruszanie.

## Układ pokarmowy
Otwór gębowy położony jest na przednim końcu ciała i jest nieco przesunięty na spodnią stronę. Niekiedy znajduje się na dnie zagłębienia atrialnego i prowadzi do gardzieli opatrzonej tarką, której niekiedy brak. Budowa przedniego odcinka jelita jest rozmaita i zależy od rodzaju pobieranego pokarmu. Często jest on silnie umięśniony i może być wynicowany na zewnątrz. Formy wolnożyjące są polifagami, zjadające różnorodny pokarm, albo nekrofagami, o dobrze wykształconej tarce, wykazującej kilka typów budowy. Formy pasożytujące na koloniach jamochłonów nie mają tarki, a przednia część jelita jest przystosowana do wysysania zdobyczy. W jelicie pobrany pokarm miesza się z enzymami  wydzielanymi przez gruczoły (niekiedy gruczoły te produkują jad). Jelito przednie przechodzi w obszerne i workowate jelito środkowe. Na granicy tych dwóch części jelita jest często okrężny zwieracz. Na grzbietowej stronie jelit środkowego obecna jest ślepa, zwrócona ku przodowi wypuklina, a z boków kilka mniejszych. U niektórych bruzdonogów cząstki pokarmu są wchłaniane przez kosmki jelita środkowego, a potem trawione intercellularnie. U innych występują w tej części jelita specjalne komórki, segregujące cząstki pokarmowe i inne, które je wchłaniają. Krótkie jelito proste kończy się odbytemw górnej części komory płaszczowej.

## Układ wydalniczy
Jak dotąd nie zauważono u bruzdonogów tego układu. Jego rolę prawdopodobnie spełniają komórki jelita środkowego oraz leukocyty.

## Układ oddechowy
U bruzdonogów grzebykowate skrzela uległy zanikowi. U wielu form jednak rozwinęły się zastępcze narządy oddechowe jako fałdy, listewki, wypukłości, wyrostki tylnej ścianki komory płaszczowej. Twory te pokryte są rzęskami, których to ruch doprowadza do komory świeżą wodę i ułatwi pobieranie z niej tlenu. Z silnie ukrwionych wyrostków oddechowych utleniona krew dociera do serca i dzięki jego skurczom zostaje rozprowadzana po zatokach jamy ciała. Te bruzdonogi, które nie posiadają wyrostków oddechowych, ich rolę spełnia pokryta rzęskami tylna ścianka komory płaszczowej.

## Układ krążenia
Ośrodkiem tego układu jest serce umieszczone w osierdziu nad jelitem końcowym. Przed komorą obecny jest przedsionek. Od strony głowy łączy się z sercem zatoka grzbietowa, którą krew płynie w głowowe okolice ciała. Natomiast ku tyłowi ciągnie się ponad bruzdą brzuszną  zatoka brzuszna. Tylko serce ma własną ściankę utworzoną z mięśni, poza nim krew krąży w zatokach. Krew jest u nich barwy żółtawej. Jej komórki są zróżnicowane na leukocyty na czerwone krwinki wiążące tlen

## Systematyka
Znanych jest około 240 gatunków bruzdobrzuchów. Zgrupowano je w rzędach:
- Cavibelonia
- Neomeniamorpha
- Pholidoskepia
- Sterrofustia